# Boi Campineiro
O Boi Bumbá Campineiro é um boi folclórico da cidade de Parintins, no Amazonas. Já disputou o Festival Folclórico de Parintins na década de 1970 e 1980, porém atualmente encontra-se afastado, apresentando-se apenas pelas ruas da cidade. 

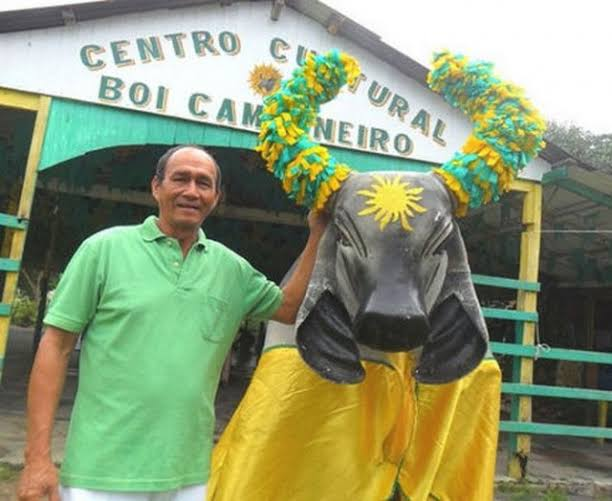
ex presidente Eduardo Paixão do lado da versão antiga do Boi Campineiro

## História
Sua data de fundação encontra algumas variações. No Google aparece a data 1913, já na reportagem da Acrítica afirma que o Campineiro seria de 1915 ou 1829, se levar em consideração esta segunda hipótese o boi Campineiro seria o mais antigo boi de Parintins com 123 anos, fundado pelo mestre Emidio e suas raízes estão fincadas na comunidade do  Aninga  , na área suburbana da Ilha Tupinambarana. A agremiação disputou duas vezes o Festival Folclórico de Parintins , em 1978 e 1983, devido a desistência do Boi-Bumbá Caprichoso  pelos motivos de falta de segurança ( em 1978) e protestos pelo resultado do festival anterior, dizendo que o Boi-bumbá Garantido  foi favorecido (em 1983) , e nesses dois anos o Boi do Aninga  ficou com o vice. Depois disso, o Campineiro não disputou mais o festival de parintins.

### Tentativas de retorno do Campineiro
Em 2013 foi lançado o livro "Boi Campineiro - A história do festival de Parintins que não foi contada", pelo Parintinense Jonas Santos, onde ele conta a história do boi Campineiro com mais detalhes. Por meio desse livro, o titular da Secretaria do Estado de Cultura do Amazonas (SEC), Robério Braga, cogitou a ideia de trazer o boi de volta ao festival. Na ocasião abriria a primeira noite do Festival de 2014. Em 2017, os julgadores do festival sugeriram sua ampliação, e que outros bois-bumbá pudessem ser incluídos na competição, com a criação de uma liga dos bois-bumbá, onde o Boi Campineiro seria um dos convidados a participar, porém nenhuma dessas ideias sairam do papel.

### O retorno inesperado
No festival folclórico de Parintins de 2024 
o amo do Boi Garantido João Paulo Farias, trouxe o Boi Campineiro para o Bumbódromo, para afrontar o Boi Caprichoso onde no final de seus versos contando das duas desistidencia do boi azul, o Campineiro apareceu e segundo os versos do amo do São José diz que se o boi azul  desistesse de novo,  ninguém ia sentir a falta dele pois o Campineiro ia estar no em seu lugar.

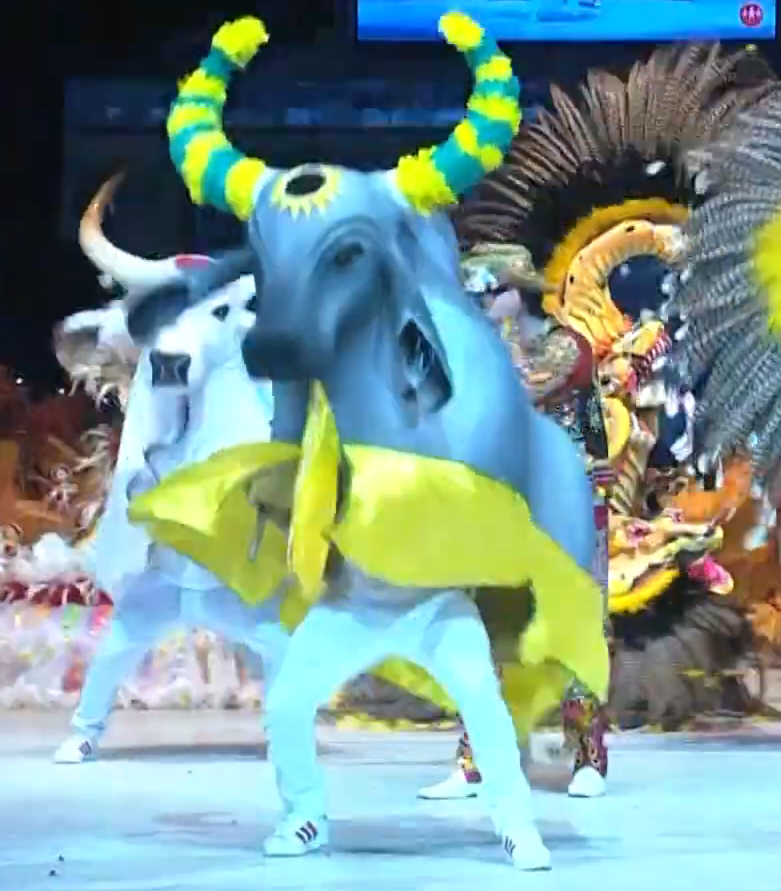
Boi Campineiro no festival de Parintins de 2024 levado pelo amo do boi Garantido

### De volta ao Aninga
Logo apois o término do festival, o amo do Garantido levou o boi para o Aninga e doou para o Centro Cultural Boi-Bumbá Campineiro. Segundo Eduardo Júnior, neto de Emidio Sousa fundador do Campineiro, a doação de João Paulo significa um recomeço para a comunidade pois o antigo boi havia se deteriorado pela ação do tempo, e explicou que pretende fazer uma programação no dia 22 de agosto (dia do folclore) , pórem a ideia para o ano que vem, é realizar várias atividades no centro cultural, que vai passar por reformas para receber os visitantes. o diretor de música do Garantido Alder Oliveira , colocou o Boi Vermelho e Branco a disposição para ajudar com instrumentos e outras coisas.